# 豆莫婁
豆莫婁，6至8世纪生活在嫩江与烏裕尔河的扶餘遗民。豆莫婁操扶余语系。

## 歷史

豆莫婁與周邊國家的關係

高句丽滅扶余后一部分北扶余人来到这里生活，渤海国时置铁利府，在金代后不再有人提及他们。

## 習俗
大致上保留了扶余遗俗。
法俗嚴峻:殺人者死，家人為奴婢，通姦的婦人處死，屍體置樹上，家人要贖回者需交納牛馬。

## 延伸阅读
[在维基数据编辑]
 《欽定古今圖書集成·方輿彙編·邊裔典·豆莫婁部》，出自陈梦雷《古今圖書集成》
 《欽定古今圖書集成·方輿彙編·邊裔典·達末婁部》，出自陈梦雷《古今圖書集成》
 《魏書/卷100》，出自魏收《魏书》
 《北史·卷094》，出自李延壽《北史》